# Recepción de los embajadores siameses por el emperador Napoleón III en el palacio de Fontainebleau, el 27 de junio de 1861
La Recepción de los embajadores siameses por el emperador Napoleón III en el palacio de Fontainebleau, el 27 de junio de 1861 es un óleo sobre lienzo de 128 x 260 cm del pintor Jean-Léon Gérôme, pintado por encargo del Estado y terminado en 1864. Se conserva en el Museo de Historia Francesa, en el Palacio de Versalles.

## Contexto histórico

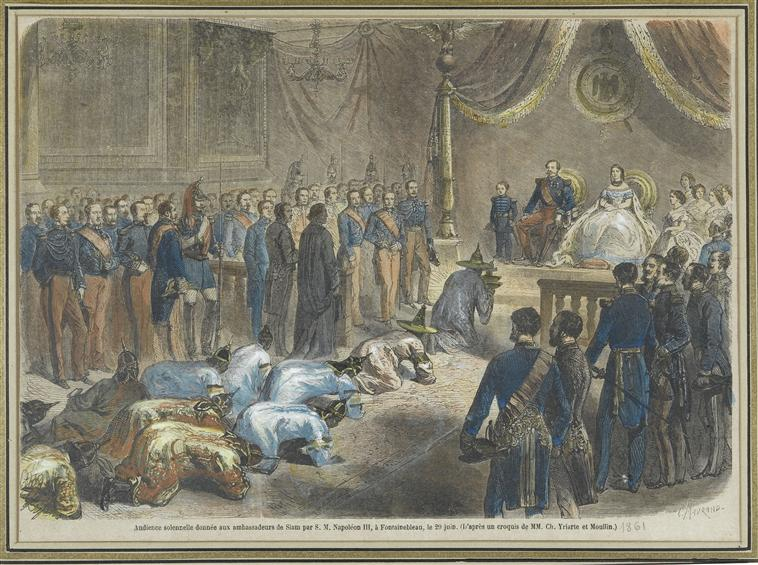
Representación del evento.

Francia llevó a cabo una importante política exterior con expediciones por todo el mundo a mediados del siglo XIX. Las expediciones militares conjuntas con Inglaterra obligaron a China a abrir seis nuevos puertos hacia Europa. Las expediciones en Annam aportaron a Francia la Baja Cochinchina y el protectorado sobre Camboya.
En Siam (la actual Tailandia), Rama IV reina desde 1851 y abre negociaciones con Gran Bretaña, Estados Unidos y Francia. Con esta última se firmó un tratado el 15 de agosto de 1856 que garantizaba la paz, la libertad religiosa para los misioneros y la libertad de comercio en el país. Pero Rama IV no aprecia que Francia negocie condiciones similares con Camboya, cuya independencia no reconoce. Para tratar el asunto envió una embajada que fue recibida en el palacio de Fontainebleau el 27 de junio de 1861.

## El encargo

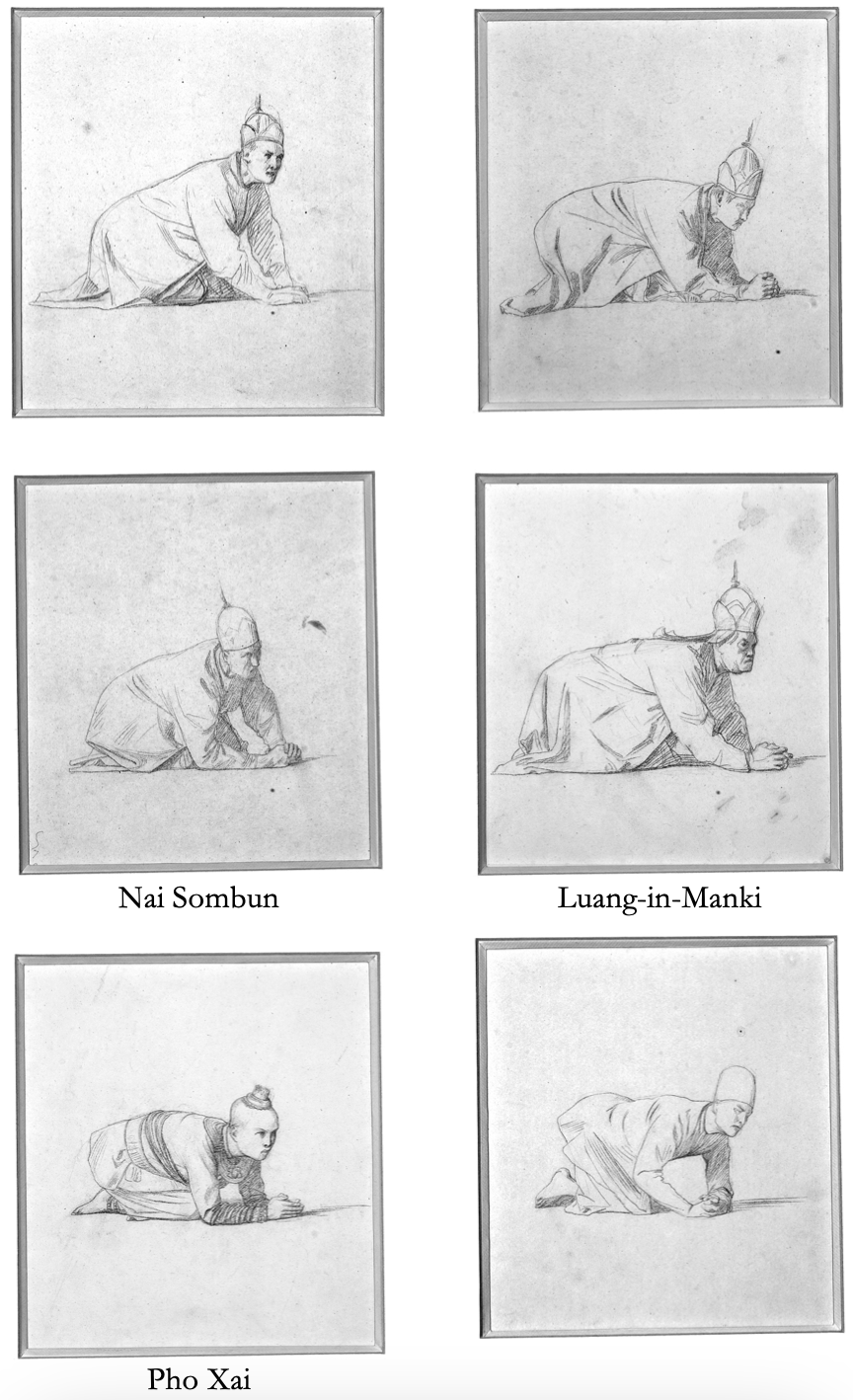
Estudios a lápiz.

Gérôme fue un pintor académico reconocido durante el período del Segundo Imperio. Con sus pinturas orientalistas se lo consideró ideal para representar este exótico despliegue de esplendor.
Esta pintura de gran tamaño fue un encargo oficial del Ministerio de Estado para adornar el museo histórico de Versalles, sobre todo porque este evento recuerda a la anterior embajada siamesa de 1684 ante Luis XIV.
Gérôme tardó tres años en entregar su obra que incluía, entre otras cosas, más de ochenta retratos a partir de retratos de Nadar y bocetos que trazó del natural. Al mostrar una "fiesta imperial» es para Napoleón III, en busca de legitimidad en la tradición monárquica del Antiguo Régimen, un eficaz medio de propaganda. El cuadro fue presentado en el Salón de 1865. El artista recibió 20 000 francos como pago.
Aunque Gérôme firmó el cuadro sólo con su nombre, para la construcción espacial contó con la ayuda del pintor Victor Navlet. 

## Sujetos

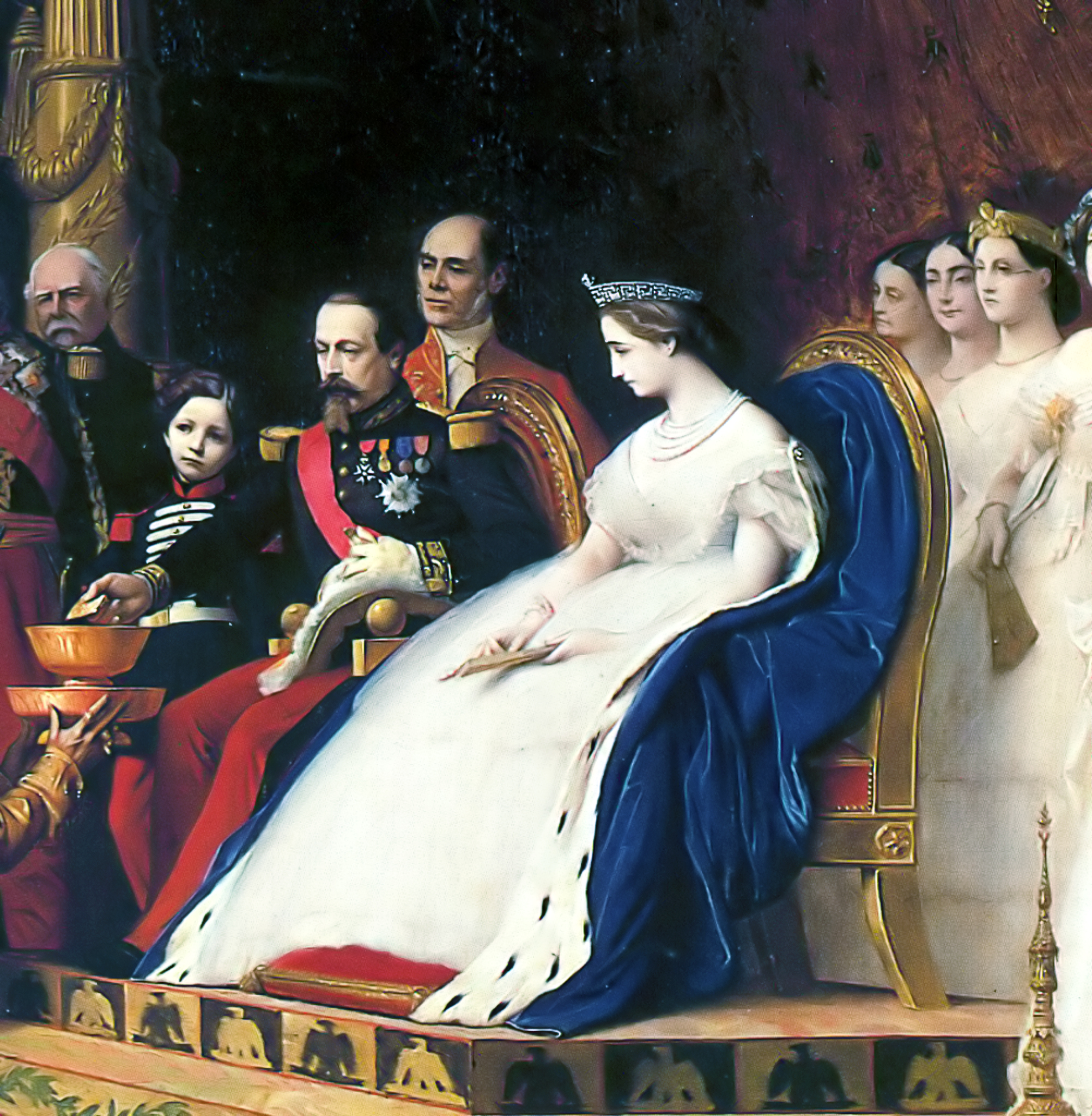
Detalle de la familia imperial.

El tema del cuadro es, como su nombre indica, la recepción de los embajadores siameses por parte del emperador Napoleón III en el palacio de Fontainebleau. El evento tuvo lugar en el gran salón de baile del castillo de Fontainebleau el jueves 27 de junio de 1861.
El escenario es por tanto el salón de baile, de 30 m de largo y 10 m de ancho, con una superficie de más de 300 m2, adaptado para la ceremonia como salón del trono. La pareja imperial se sitúa así a la derecha de la composición sobre una doble plataforma alzada frente a la chimenea, oculta por un impresionante palio de terciopelo con las armas del emperador y una columna dorada rematada con el águila imperial.
Napoleón III, Eugenia y el príncipe imperial ven avanzar ante ellos una fila de embajadores postrados, una quincena de personas arrastrándose a cuatro patas en señal de profundo respeto, siguiendo la costumbre y protocolo de Extremo Oriente hasta principios del siglo XX.

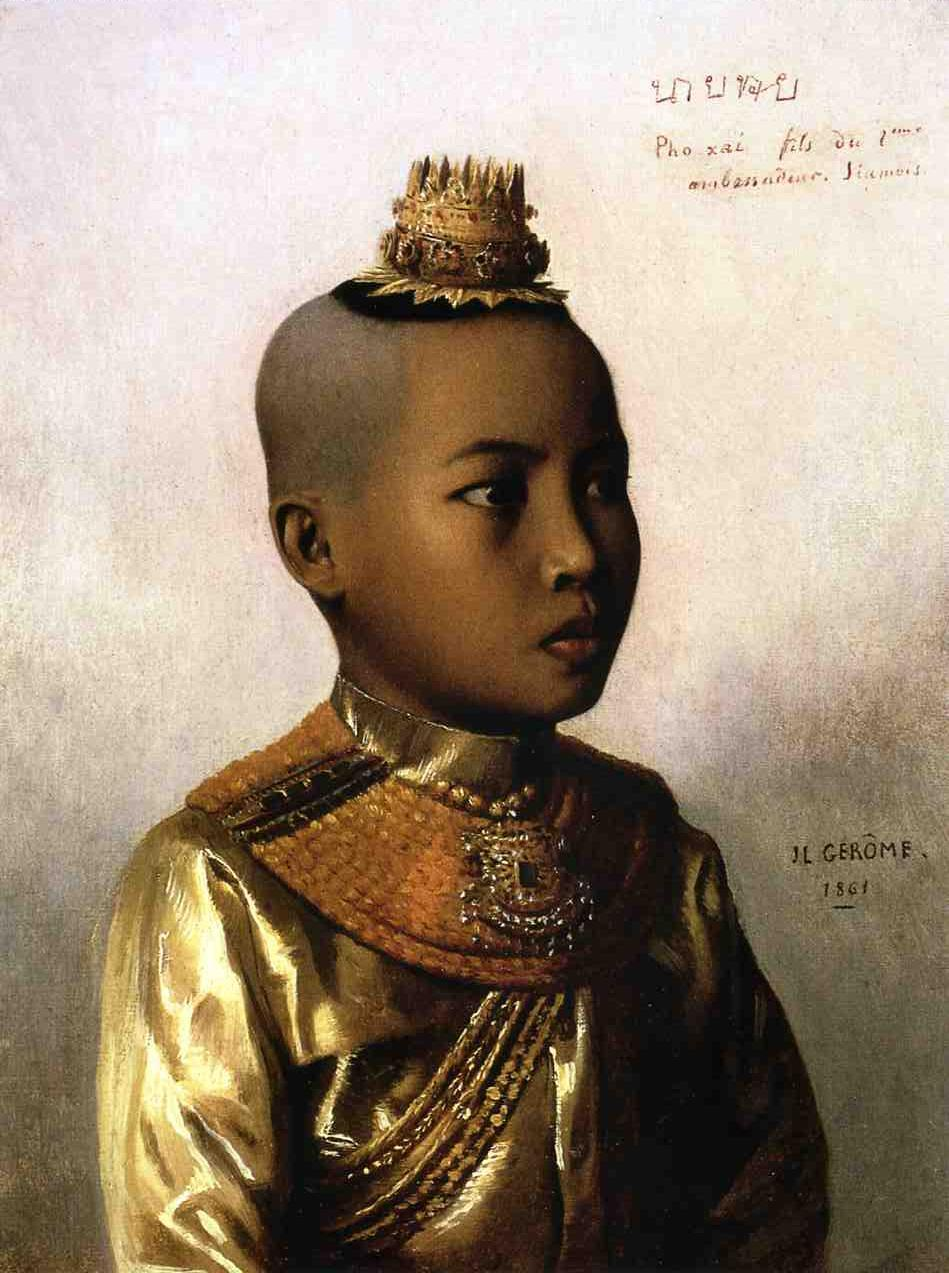
Retrato de Pho Xai.

Los siameses (hombres y niños) llevan su atuendo tradicional cortesano con sombreros diferentes según el rango y prendas de seda. El primer embajador es Rajikosa Thipusi que era el subsecretario de Estado de Finanzas. Lo acompañan además su hijo, Nai Samibin y su hermano Nai Sarb Vijisy. El segundo embajador es Phra Navai, jefe del consejo del rey Mongkut. Lo acompaña su hijo de doce años, Pho Xai. El tercer embajador, Phra Sarong, es el embajador del segundo rey, del cual es el jefe de la guardia. Junto al segundo embajador está de pie el padre Larnaudie, que actúa como intérprete.
La escena que se representa es el momento en que Napoleón III, sentado sobre la plataforma transformada en trono, toma una cajita de oro conteniendo la carta del rey de Siam, que el primer embajador le presenta, en una bandeja dentro de una taza, de rodillas.
En la silla a la izquierda del emperador está la emperatriz, vestida de blanco y con una gran capa cortesana de color azul y armiño. Porta joyas de diamantes y lleva una tiara adornada con el diamante “ El Regente". Está rodeada de sus damas de honor, también vestidas de blanco.
A la derecha del emperador se encuentran los príncipes, los dignatarios y el joven príncipe imperial.
Al fondo a la izquierda están los cortesanos, los actores oficiales de la embajada, los ministros y los maestros de ceremonia. Se pueden identificar al conde Walewski, al duque de Bassano, al duque de Cambacérès, a Mérimée, pero también al propio pintor en el extremo izquierdo junto al guardia. 

La consagración de Napoleón de Jacques-Louis David.

Numerosos y ricos regalos están dispuestos alrededor de la plataforma: una corona, palanquines, sombrillas grandes de seda, réplicas de objetos del rey de Siam, que se conservan en el museo chino de la emperatriz Eugenia.
Gérôme refleja fielmente a las personas, pero también la decoración, porque en la galería se reconocen incluso ciertos frescos renacentistas. En particular, los frescos de Niccolò dell'Abbate y Primaticcio, aunque las ventanas son distintas a las actuales.
El artista se inspiró en el cuadro de La coronación de Napoleón I o La consagración de Napoleón de Jacques-Louis David. La firma del artista se encuentra abajo a la derecha en dos líneas J. L GEROMA. y MDCCCLXIV.